# Bernard Henninger
Pour les articles homonymes, voir Henninger.
 (août 2024).
Œuvres principales
- Le Souffle du rêve
- Impulsion
- Résistances

Bernard Henninger, né le 15 février 1960 à Châlons-sur-Marne, est un écrivain français. Ingénieur en informatique en 1984, il reprend des études de cinéma en 1987 à l'école Louis Lumière. Il est cameraman pour la télévision publique française pendant trente ans. Aujourd'hui, il est en retraite.
Il écrit des romans dans les veines réaliste et fantastique, mais c'est à la science-fiction qu'il consacre la plupart de ses écrits, comme dans son roman Les Sacrifiés, qui se déroule dans un monde post-apocalyptique.

## Romans
- Électrons libres (éditions Blogger de Loire, 2024)[1].
- Pluie de pierres sur Notreterre (odyssée martienne) (éditions Blogger de Loire, 2022)[2].
- Résistances, recueil de nouvelles (éditions l'Ivre Book, 2018 ; préface de Christian Léourier)[3].
- Les Sacrifiés (éditions l'Ivre Book, 2016)[4].
- Impulsion (Asgard, 2014 ; repris par les éditions Carnets de Sel, 2022)[5].
- Ombres du fleuve (éditions Souffle du Rêve, 2006)[6].
- Le Censeur (éditions des Traboules, Prix de la SPEPA 2006).
- La Dernière Volonté de Heike (éd. Le Manuscrit, 2003).
- Le Souffle du rêve (éd. Naturellement, 2000, réédité en 2009).

## Poésie
- Fantaisies (Blogger de Loire, 2016).

## Nouvelles
- Le pharbservatoire (Galaxies hors série N°24-2 [7]
- Les sévères Sélénites (Moltinus, Fiction : l'imaginaire radical #5, 2024)[8].
- Ombre de Titania (anthologie Arkuiris : Sexe & sexualité dans le Futur & Ailleurs[9].
- Le Gotspeau (revue AOC, n°59, 2021)[10] ;
- Le Vagabond de la planète rouge (« Voyage O Cœur », Blogger de Loire, 2020)[11].
- Labyrinthe de craie (Malpertuis XI, éditions Malpertuis, 2020).
- Châtiment de la Yù Scribe (Religions d'ailleurs et de demain, anthologie, éditions Arkuiris, 2020).
- La Pointe du roncier (La Voie des Voix, anthologie de la 47e convention de Science-Fiction, en 2020).
- Mue cotonnière (Galaxies n°66, 2020).
- Babelutte (anthologie « Son bateau ivre » dédiée à l'éditeur Lilian Ronchaud, 2019).
- La retraite d'Eugénie (accessit au concours Visions du Futur 2017)[12].

## Directeur de collection
- Pêcheur de la mer Intérieure (Ursula K. LE GUIN, éditions Souffle du rêve, 2010)[13].
- Unlocking the air (Ursula K. LE GUIN, ActuSF, 2022)(préface)[14].

## Préface
- L'effet Churten (Ursula K. LE GUIN, ActuSF, 2017) (postface)[15].
- La voie des voix (anthologie de la 47e convention nationale française de science-fiction, 2020).
- Unlocking the air (Ursula K. LE GUIN, ActuSF, 2022) (préface).
- D'amour, d'historiens & d'éléphants (Lorris MURAIL, Blogger de Loire, mot de l'éditeur).

## Articles
- Ursula K. Le Guin, de l'autre côté des mots (David Meulemans, ActuSF, 2021) : deux contributions[16].

## Filmographie
- O'dinn et la découverte des Runes (1993, Sermini Films)[17].
- Chronique d'une décentralisation imposée (1994)[réf. nécessaire].

En tant qu'opérateur :
- « Viombois, la bataille du hasard » (réal : Christophe Lagrange)[18].